# République bresciane
1797 – 20 novembre 1797
Entités précédentes :
- République de Venise

Entités suivantes :
- République cisalpine

La République bresciane (en italien : Repubblica bresciana) est un État pré-unitaire de l'Italie. Son territoire comprenait l'actuelle province de Brescia et l'Asolan. Sa capitale était Brescia.